# Рутенія

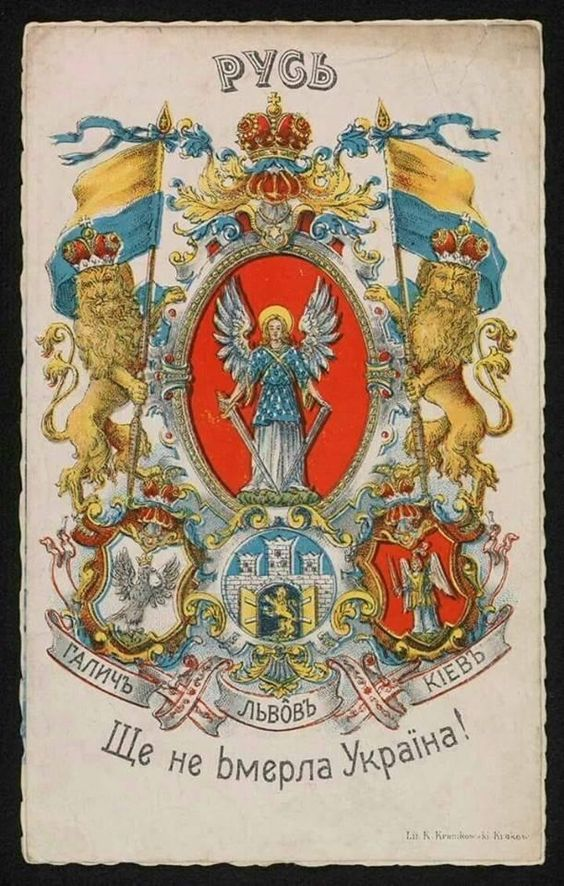
Листівка польського художника Каєтана Саріуша-Вольського 1907 року із зображенням національних символів Русі:
1. Архангел Михаїл, покровитель Києва і Великої України.2. Руський лев, символ заходу України.
3. Жовтий і синій, національні кольори, що з них користали з часів Весни Народів 1848 року.4. Герби Галича, Львова та Києва.
5. Девіз: Ще не вмерла Україна!

Руте́нія — екзонім східнослов'янських територій Русі в історичних джерелах, написаних латиною.
У європейських рукописах XI століття назву Руте́нія вживали для опису східнослов'янської території древньої Русі.  Згадується по відношенню до Галицько-Волинської Русі, в грамоті угорського короля за 1261 р. На теренах Західної України, в Галичині та Закарпатті, населення слов'янського походження називалося русинами (лат. Ruthenus, мн. Rutheni). Ця назва пізньою латиною зберігається і в ХХ столітті, коли французи «русинами» називали слов'янське населення Галичини, Великого князівства литовського та Угорщини, та, відповідно, країну, де вони жили — Ruthenia.
В історичній схемі українсько-польського автора XVI століття Станіслава Оріховського до територій, наданих Александром Македонським за так званою Грамотою Александра Македонського слов'янам, зараховувалася Рутенія (Русь). Причому появу цієї грамоти Оріховський пов'язував із перемогою «полководців» Александра Македонського (якому приписував слов'янське походження) — Чеха, Леха, Руса (Роксолана).
Німецько-український словник, виданий у 1912 році в Чернівцях, має заголовок: Deutsch-ukrainisches (-ruthenisches) Wörterbuch. Виданий у Вісбадені 1962 року словник Der Sprachbrockhaus (бл. 565) подає: der Rutene, Ruthene, n/n Ukrainer (українець); французький словник Noveau Petit Larousse (Париж, 1969), згадує слово Ruthene як прикметник від Ruthenie (бл. 914), та подає пояснення: Ruthenie region orientale de la Tchecoslovaquie (v. Ukraine subcarpatique) (бл. 1659). В англійському словнику New Standard Dictionary of the English Language (Нью-Йорк і Лондон, 1947) знаходимо подібні пояснення.
Енциклопедія українознавства подає: Rutheni (латинське Rutheni, Ruteni) синонім назви «русини, українці». Більше того, підкреслюється, що з кінця XIX — на початку XX століття назви «рутени, рутенський» (нім. Ruthenen, фр. Ruthenes і англ. Ruthenians) вживали для того, щоб відрізняти термін «русини, руський» від «росіяни, російський». Винятків слововживання, що Rutheni — «українці», практично не має. Зазначимо, що грецька назва Русі — Ῥωσσία (Rosia) увійшла у активний обіг із поч. XIV ст. для означення територій Галицької та Київської митрополій. За даними територіями закріпився термін Мала Русь (винайдений грецькими книжниками за аналогією із терміном Мала Греція). Інший термін — Велика Русь використовувався для означення північних єпархій на територіях князівств колишньої Київської держави, що впала під ударами монголів. У ході русько-московського протистояння та спроб ліквідації Московією Київської та Галицької митрополій та Руської держави відбувається гостра боротьба за «руську спадщину».

## «Рутенія» на географічних картах

Фотокопія оригіналу карти України 1681 р. виданої Мозесом Піттом в складі «Англійського Атласу»

1325-1339 рр. Ангеліно Дульсерт. На його першій карті-портолані Середземного та Чорного морів є напис «RUTENIAM» (біля витоків Дніпра). На третій карті-портолані (1339 р.) Середземного та Чорного морів є теж напис великими літерами RUTENIA (біля витоків Дніпра).
1367 р. Карта братів Франциска та Домініка Піццигані. Написи: «Rossia», «Rutenia qu Rossia» і, двічі, «Rutenia q Rossia», де «qu» і «q» є скороченням від «quasi». Це можна перекласти як «Рутенія можливо Русь» (укладачі карти чомусь не були впевнені в правильності такого порівнювання назв однієї території). Можливо, в силу звички до чисто латинського «Rutenia».

## Рутеній
Балтійсько-німецький натураліст і хімік Карл-Ернст Клаус, член Російської академії наук, народився в 1796 році в Дерпті (Тарту), тоді в Ліфляндської губернії Російської імперії, нині в Естонії. У 1844 році він виділив елемент рутеній (лат. Ruthenium) з платинової руди, знайденої в Уральських горах, і назвав його на честь Ruthenia, що мало бути латинською назвою Росії.